# جون سكارليت
جون سكارليت (بالإنجليزية: John Scarlett) هو دبلوماسي وطبيب وضابط استخبارات وسياسي بريطاني، ولد في 18 أغسطس 1948. انتخب رئيس جهاز المخابرات السرية (2004 – 2009).